# Радча (Ивано-Франковская область)
Ра́дча (укр. Радча) — село в Ивано-Франковской городской общине Ивано-Франковского района Ивано-Франковской области Украины.
Население по переписи 2001 года составляло 3062 человека. Занимает площадь 16,49 км². Почтовый индекс — 77457. Телефонный код — 03436.